# Birgit Fischer
Birgit Fischer-Schmidt (Ciudad de Brandeburgo, RDA, 25 de febrero de 1962) es una ex-deportista alemana que compitió en piragüismo en la modalidad de aguas tranquilas. Hasta 1990 representó a Alemania Oriental (RDA), época durante la cual ganó muchas de sus medallas.
Fue la segunda deportista olímpica en conseguir seis oros en seis Juegos Olímpicos distintos.

## Biografía
Durante su juventud trabajó como instructora de deporte en el Ejército Popular Nacional de la RDA, consiguiendo el rango de mayor. Estudió Educación Física en la Universidad de Leipzig, obteniendo el título en 1991. En 2004 fue nombrada «Sportler des Jahres» (Deportista del año) por la Confederación Deportiva Olímpica Alemana. Estuvo casada con el piragüista Jörg Schmidt.

## Carrera deportiva
Participó en seis Juegos Olímpicos de Verano entre los años 1980 y 2004 obteniendo un total de doce medallas, ocho de oro y cuatro de plata. Ganó treinta y siete medallas en el Campeonato Mundial de Piragüismo entre los años 1979 y 2005, y nueve medallas en el Campeonato Europeo de Piragüismo entre los años 2000 y 2005.

## Palmarés internacional
| Representando a la RDA   |                           |                   |             |
| Juegos Olímpicos         |                           |                   |             |
| Año                      | Lugar                     | Medalla           | Competición |
| 1980                     | Moscú (URSS)              | Medalla de oro    | K1 500 m    |
| 1988                     | Seúl (Corea del Sur)      | Medalla de plata  | K1 500 m    |
| 1988                     | Seúl (Corea del Sur)      | Medalla de oro    | K2 500 m    |
| 1988                     | Seúl (Corea del Sur)      | Medalla de oro    | K4 500 m    |
| Campeonato Mundial       |                           |                   |             |
| Año                      | Lugar                     | Medalla           | Competición |
| 1979                     | Duisburgo (RFA)           | Medalla de oro    | K4 500 m    |
| 1981                     | Nottingham (Reino Unido)  | Medalla de oro    | K1 500 m    |
| 1981                     | Nottingham (Reino Unido)  | Medalla de oro    | K2 500 m    |
| 1981                     | Nottingham (Reino Unido)  | Medalla de oro    | K4 500 m    |
| 1982                     | Belgrado (Yugoslavia)     | Medalla de oro    | K1 500 m    |
| 1982                     | Belgrado (Yugoslavia)     | Medalla de oro    | K2 500 m    |
| 1982                     | Belgrado (Yugoslavia)     | Medalla de oro    | K4 500 m    |
| 1983                     | Tampere (Finlandia)       | Medalla de oro    | K1 500 m    |
| 1983                     | Tampere (Finlandia)       | Medalla de oro    | K2 500 m    |
| 1983                     | Tampere (Finlandia)       | Medalla de oro    | K4 500 m    |
| 1985                     | Malinas (Bélgica)         | Medalla de oro    | K1 500 m    |
| 1985                     | Malinas (Bélgica)         | Medalla de oro    | K2 500 m    |
| 1985                     | Malinas (Bélgica)         | Medalla de oro    | K4 500 m    |
| 1987                     | Duisburgo (RFA)           | Medalla de oro    | K1 500 m    |
| 1987                     | Duisburgo (RFA)           | Medalla de oro    | K2 500 m    |
| 1987                     | Duisburgo (RFA)           | Medalla de oro    | K4 500 m    |
| Representando a Alemania |                           |                   |             |
| Juegos Olímpicos         |                           |                   |             |
| Año                      | Lugar                     | Medalla           | Competición |
| 1992                     | Barcelona (España)        | Medalla de oro    | K1 500 m    |
| 1992                     | Barcelona (España)        | Medalla de plata  | K4 500 m    |
| 1996                     | Atlanta (Estados Unidos)  | Medalla de plata  | K2 500 m    |
| 1996                     | Atlanta (Estados Unidos)  | Medalla de oro    | K4 500 m    |
| 2000                     | Sídney (Australia)        | Medalla de oro    | K2 500 m    |
| 2000                     | Sídney (Australia)        | Medalla de oro    | K4 500 m    |
| 2004                     | Atenas (Grecia)           | Medalla de plata  | K2 500 m    |
| 2004                     | Atenas (Grecia)           | Medalla de oro    | K4 500 m    |
| Campeonato Mundial       |                           |                   |             |
| Año                      | Lugar                     | Medalla           | Competición |
| 1993                     | Copenhague (Dinamarca)    | Medalla de oro    | K1 500 m    |
| 1993                     | Copenhague (Dinamarca)    | Medalla de bronce | K1 5000 m   |
| 1993                     | Copenhague (Dinamarca)    | Medalla de oro    | K4 500 m    |
| 1994                     | Ciudad de México (México) | Medalla de oro    | K1 500 m    |
| 1994                     | Ciudad de México (México) | Medalla de plata  | K2 200 m    |
| 1994                     | Ciudad de México (México) | Medalla de bronce | K2 500 m    |
| 1994                     | Ciudad de México (México) | Medalla de plata  | K4 200 m    |
| 1994                     | Ciudad de México (México) | Medalla de oro    | K4 500 m    |
| 1995                     | Duisburgo (Alemania)      | Medalla de plata  | K4 200 m    |
| 1995                     | Duisburgo (Alemania)      | Medalla de oro    | K4 500 m    |
| 1997                     | Dartmouth (Canadá)        | Medalla de oro    | K2 200 m    |
| 1997                     | Dartmouth (Canadá)        | Medalla de oro    | K2 500 m    |
| 1997                     | Dartmouth (Canadá)        | Medalla de oro    | K2 1000 m   |
| 1997                     | Dartmouth (Canadá)        | Medalla de oro    | K4 200 m    |
| 1997                     | Dartmouth (Canadá)        | Medalla de oro    | K4 500 m    |
| 1998                     | Szeged (Hungría)          | Medalla de plata  | K2 500 m    |
| 1998                     | Szeged (Hungría)          | Medalla de plata  | K2 1000 m   |
| 1998                     | Szeged (Hungría)          | Medalla de oro    | K4 500 m    |
| 1999                     | Milán (Italia)            | Medalla de plata  | K4 500 m    |
| 2005                     | Zagreb (Croacia)          | Medalla de bronce | K2 200 m    |
| 2005                     | Zagreb (Croacia)          | Medalla de bronce | K4 1000 m   |
| Campeonato Europeo       |                           |                   |             |
| Año                      | Lugar                     | Medalla           | Competición |
| 2000                     | Poznań (Polonia)          | Medalla de plata  | K2 200 m    |
| 2000                     | Poznań (Polonia)          | Medalla de bronce | K2 500 m    |
| 2000                     | Poznań (Polonia)          | Medalla de oro    | K2 1000 m   |
| 2000                     | Poznań (Polonia)          | Medalla de plata  | K4 200 m    |
| 2000                     | Poznań (Polonia)          | Medalla de oro    | K4 500 m    |
| 2004                     | Poznań (Polonia)          | Medalla de bronce | K2 200 m    |
| 2004                     | Poznań (Polonia)          | Medalla de plata  | K2 500 m    |
| 2005                     | Poznań (Polonia)          | Medalla de bronce | K2 200 m    |
| 2005                     | Poznań (Polonia)          | Medalla de plata  | K4 1000 m   |